# Quercus chingsiensis
Quercus chingsiensis és una espècie de roure que pertany a la família de les fagàcies i està dins del subgènere Cyclobalanopsis, del gènere Quercus.

## Descripció
Quercus chingsiensis és un arbre de fins a 15 m d'alçada amb branques de color marró vermellós, densament verrucoses; les seves lenticel·les són brunenques, elevades. El pecíol és esvelt, 1,5-2 cm. Les fulles generalment oblongoel·líptiques, de 8-10 × 3-5 cm, subtilment, abaxialment amb una inducció de fins pèls marrons estelats de color marró groguenc quan joves però glabrescents, adaxialment glabres i brillants quan estan secs, base obtusament arrodonida i obliqua, marge subespinulosa i serrat. més o menys apicalment des del mig, l'àpex poc acuminat; nervadura basal canaliculada a la superfície adaxial; els nervis secundaris entre 11 a 13 a cada costat del nervi central. Les cúpules són llenyoses en forma de plat d'uns 1 × 3-3,5 cm, marge intrors, a l'exterior és tomentulosa de color groguenc grisós, a densament serosa i tomentosa, paret d'uns 3 mm de gruix; bràctees al voltant de 8 anells, marge subsencer. Les glans són semigloboses fortament deprimides, d'uns 7 mm × 2,5 cm, densament puberulent i l'àpex és lleugerament còncau; cicatriu subconvexa, d'uns 2,2 cm de diàmetre; estil cònicament rostrat.

## Distribució
Quercus chingsiensis només s'ha trobat al sud de la Xina, concretament a les províncies de Guangxi (Jingxi Xian) i al sud-oest de Guizhou.

## Taxonomia
Quercus chingsiensis  va ser descrita per Chang i publicat a Acta Phytotaxonomica Sinica 11(3): 258, pl. 33, f. 2. 1966.
Etimologia
Quercus: nom genèric del llatí que designava igualment al roure i a l'alzina.
chingsiensis: epítet.